# Polskie Towarzystwo Fitopatologiczne
Polskie Towarzystwo Fitopatologiczne (PTFit, ang. Polish Phytopathological Society) – polskie stowarzyszenie fitopatologiczne założone w 1971 roku.

## Historia
Zebrane założycielskie odbyło się w Poznaniu 11 listopada 1971 roku. 31 członków założycieli wybrało Tymczasowy Zarząd Główny z profesorem Karolem Mańką jako przewodniczącym. Podczas walnego zgromadzenia, które odbyło się 28 listopada 1972 roku przyjęto 169 członków. Pierwszy oddział powstał 19 lipca 1972 roku we Wrocławiu. Potem kolejne w Bydgoszczy (1978), Krakowie, Lublinie (1978), Olsztynie (1977), Poznaniu, Szczecinie (1983) i Warszawie (1972). W 1973 Polskie Towarzystwo Fitopatologiczne zostało członkiem International Society for Plant Pathology, a w 1990 roku  jednym z członków założycieli European Foundation for Plant Pathology.
W  ramach towarzystwa funkcjonują sekcje:
- Sekcja Patologii Nasion
- Sekcja Chorób Roślin Drzewiastych
- Sekcja Bakteryjnych Chorób Roślin
- Sekcja Biologicznej Ochrony Roślin przed Chorobami
- Sekcja Mikologii i Mikotoksyn
- Sekcja Wirusologiczna
- Sekcja Nazewnictwa i Dydaktyki
- Sekcja Biochemii i Genetyki Patogenów Roślin
- Sekcja Nowych Patogenów i Chorób Roślin

Członkami honorowymi są: Aniela Kozłowska, Józef Kochman, Józef Gondek, Karol Mańka, Zbigniew Borecki, Barbara Łacicowa, Wanda Truszkowska, Janina Mikołajska, Tadeusz Madej, Hanna Zarzycka, Zofia Fiedorow i Zofia Pokacka. 

## Czasopismo
W 1974 roku towarzystwo rozpoczęło publikowanie materiałów z sympozjów. Z powodów finansowych publikowano je w Zeszytach Problemowych Postępów Nauk Rolniczych z podtytułem Phytopathologia Polonica i kolejnym rzymskim numerem. W ten sposób wydano 10 tomów. Dwa kolejne wydało towarzystwo samodzielnie.  W 1991 roku rozpoczęto wydawanie nowego czasopisma w języku angielskim. Było ono wydawano jako półrocznik i miało taki sam tytuł jak poprzednie Phytopathologia Polonica, a w latach 1991–1995 numeracja nawiązywała do Zeszytów Problemowych Postępów nauk Rolniczych. od 2002 roku zmieniono częstotliwość wydawania i pismo wychodzi jako kwartalnik. W 2008 roku Zarząd Główny zmienił jego nazwę na Phytopathologica, które wychodzi we współpracy z Wydawnictwem Naukowym Bogucki.